# Cleveringa-lezing
De Cleveringa-lezing is een langlopende lezingenreeks in Nederland. De jaarlijkse lezing handelt over thema's als recht en vrijheid en is genoemd naar de rechtsgeleerde Rudolph Pabus Cleveringa (1894-1980).

## Doelstelling
Met de lezing wil de Universiteit Leiden de toespraak herdenken die Cleveringa als decaan van de Leidse rechtenfaculteit op 26 november 1940 hield uit protest tegen het ontslag van de joodse medewerkers van de universiteit, met name dat van hoogleraar Eduard Meijers (1880-1954). Na zijn rede werd Cleveringa door de Duitsers gevangengezet. De lezing wordt jaarlijks op of rond 26 november uitgesproken in het Groot Auditorium van het Academiegebouw in Leiden.

## Cleveringaleerstoel
De lezing wordt uitgesproken door degene die dat jaar de Cleveringaleerstoel van de Universiteit Leiden bekleedt. Die leerstoel bestaat sinds 1970 en wisselt per academisch jaar. Alleen de eerste twee Cleverigahoogleraren beleven langer dan een jaar.

## Sprekers
- 1970: Ben Sijes –  ‘Enkele Marxistische opvattingen betreffende de verovering van de politieke macht in de laatste zeventig jaar’
- 1973: Jan Tinbergen – ‘Hoe kunnen wij machtsstrucuren veranderen?’
- 1975: Edward Shils – ‘Intellectuelen en de politieke macht’
- 1976: Mozes Heiman Gans[1] –   ‘De Joden in Nederland’
- 1977: Irma Adelman – ‘Redistribution before growth: a strategy for developing countries’
- 1978: Ivo Samkalden – ‘Een internationale wet op de rechten van de mens, de weg erheen en het probleem van de handhaving’
- 1979: Christiaan Justus Enschedé – ‘De macht van de rechtswetenschap: overheidsbeleid en maatschappĳwetenschappen geen titel bekend’
- 1980: André Köbben – ‘Het heilig vuur: over moeilĳkheden en mogelĳkheden bĳ onderzoek inzake minderheden’
- 1981: geen Cleveringa-hoogleraar; rede gehouden door Lou de Jong – ‘De relativiteit van de geschiedschrĳving’
- 1982: Edgar L. Feige –  ‘Observer-subject feedback: The dynamics of the unobserved economy’
- 1983: Johan Kaufmann – ‘Over woorden en daden. Problemen rond een nieuwe internationale economische orde’
- 1984: Melvin J. Lerner –  ‘The justice motive in social relations: adapting to times of scarcity’
- 1985: Herman Deleeck –  ‘De ongelijke verdeling der sociale overheidsuitgaven en de armoede’
- 1986: Peter Baehr – ‘Mensenrechten en buitenlands beleid: Verenigbare grootheden’
- 1987: Marcel Storme – ‘Het proces: als in een spiegel’
- 1988: Ferdinand van Dam – ‘De Derde Wereld als verdichtsel’
- 1989: Sompong Sucharitkul – ‘International law and international relations in a pluriform world’
- 1990: Hans van Beinum – ‘Over participatieve democratie’ en Huib Drion - ‘1940 en de terugblik vijftig jaar later’
- 1991: Dirk Jan van de Kaa – ‘Demografische dilemma's in een democratisch Europa’
- 1992: Ernst Heinrich Kossmann – ‘Bentham en Goethe: twee erfenissen’
- 1993: Thomas A. Mensah – ‘The group system in international negotiations: an appraisal’
- 1994: Aristide Zolberg[2] –  ‘Wanted but not welcome’
- 1995: geen Cleveringa-hoogleraar; rede gehouden door Lammert Leertouwer –  ‘Cleveringa’s koffer’
- 1996: Benjamin Jacques Asscher –   ‘Recht, vrijheid en verantwoordelijkheid’
- 1997: Ed van Thijn –  ‘Ons kostelijkste cultuurbezit: over tolerantie, non-discriminatie en diversiteit’
- 1998: Victor W. Sidel –  ‘Medicine and human rights’
- 1999: Max van der Stoel –  ‘Minderheden en conflictvoorkoming’
- 2000: Nasr Abu Zayd –  ‘The Qur'an: God and man in communication’
- 2001: Theo C. van Boven –  ‘Het verleden is niet voorbij’
- 2002: Job Cohen, namens J. Geigner –  ‘Vreemden’ Volledige tekst
- 2003: Graviel Salomon – ‘Does peace education make a difference in the context of an intractable conflict?’ Volledige tekst
- 2004: Peter van Walsum – ‘Vijanden en tegenstanders’Volledige tekst
- 2005: Louise Fresco – ‘Nieuwe spijswetten’ Volledige tekst
- 2006: Kees Schuyt – ‘Democratische deugden’ Volledige tekst
- 2007: Arthur Kleinman – ‘Today's biomedicine and caregiving: are they incompatible to the point of divorce?’
- 2008: Ian Buruma –  ‘Een kwestie van decency”’ Volledige tekst[dode link]
- 2009: Rosalyn Higgins – ‘Ethics ands International Law’
- 2010: Hans Blom – ‘Geschiedenis is mensenwerk’
- 2011: David Van Reybrouck – ‘De democratie in ademnood: de gevaren van electoraal fundamentalisme’ Volledige tekst[dode link]
- 2012: Timothy Snyder – ‘The Bloodlands, the Cleveringa Legacy and the Future of European History’
- 2013: Michael Ignatieff – ‘Civil Courage and the Moral Imagination’ Volledige tekst[dode link]
- 2014: Carol Gluck – ‘Doing Justice to the Past: 70 Years After World War II’
- 2015: Piet Hein Donner – ‘Wij hadden gemeend hiervoor gespaard te mogen en te zullen worden. Het heeft niet zo mogen zijn’Volledige tekst[dode link]
- 2016: Joanne Liu – ‘Whose lives matter’[3]. En Laurens Jan Brinkhorst – ‘The Future of the European Union after Brexit, some reflections from a wider perspective, including on Turkey’ Volledige tekst, uitgesproken op 25 november 2016 op een Cleveringabijeenkomst in Istanboel.
- 2017: Marjan Schwegman – ‘Cleveringa en Meijers: Een weerbarstige geschiedenis van getuigen en overleven’ Volledige tekst. Carlos Peña González – ‘Cleveringa, following in Spinoza’s footsteps’ Volledige tekst, uitgesproken op 30 november 2017 tijdens een Cleveringabijeenkomst in de Nederlandse Ambassade in Chili.
- 2018: Corinne Dettmeijer-Vermeulen - 'Mensenhandel in 2018: over recht, vrijheid en verantwoordelijkheid'
- 2019: Jaap de Hoop Scheffer - 'Eindigt een Brexit-moe Europa in de Amerikaans-Chinese geopolitieke notenkraker?'
- 2020: Pieter Omtzigt - 'De enorme uitdagingen voor de rechtsstaat, instituties en samenwerking in Europa.' Volledige tekst